# Hayes Center
Hayes Center is een plaats (village) in de Amerikaanse staat Nebraska, en valt bestuurlijk gezien onder Hayes County.

## Demografie
Bij de volkstelling in 2000 werd het aantal inwoners vastgesteld op 240. In 2006 is het aantal inwoners door het United States Census Bureau geschat op 226, een daling van 14 (-5,8%).

## Geografie
Volgens het United States Census Bureau beslaat de plaats een oppervlakte van 0,7 km², geheel bestaande uit land. Hayes Center ligt op ongeveer 928 m boven zeeniveau.

## Plaatsen in de nabije omgeving
De onderstaande figuur toont nabijgelegen plaatsen in een straal van 36 km rond Hayes Center.